# Байша-Ліський автономний повіт
19°13′27″ пн. ш. 109°26′50″ сх. д. / 19.224172222222° пн. ш. 109.44709722222° сх. д.
Байша-Ліський автономний повіт (кит. 白沙黎族自治县, пін. Báishā Lízú Zìzhìxiàn) — один із повітів КНР у складі провінції Хайнань. Адміністративний центр — містечко Яча.

## Географія
Байша-Ліський автономний повіт лежить у західній частині острова Хайнань.

### Клімат
Повіт знаходиться у зоні, котра характеризується вологим субтропічним кліматом. Найтепліший місяць — червень із середньою температурою 27,7 °C. Найхолодніший місяць — січень, із середньою температурою 17,8 °С.
| Клімат повіту Байша-Лі  | Клімат повіту Байша-Лі | Клімат повіту Байша-Лі | Клімат повіту Байша-Лі | Клімат повіту Байша-Лі | Клімат повіту Байша-Лі | Клімат повіту Байша-Лі | Клімат повіту Байша-Лі | Клімат повіту Байша-Лі | Клімат повіту Байша-Лі | Клімат повіту Байша-Лі | Клімат повіту Байша-Лі | Клімат повіту Байша-Лі | Клімат повіту Байша-Лі |
| Показник                | Січ.                   | Лют.                   | Бер.                   | Квіт.                  | Трав.                  | Черв.                  | Лип.                   | Серп.                  | Вер.                   | Жовт.                  | Лист.                  | Груд.                  | Рік                    |
| Середній максимум, °C   | 23,8                   | 25,4                   | 29,3                   | 32,2                   | 32,3                   | 33,2                   | 33,1                   | 32,3                   | 30,3                   | 29                     | 26,1                   | 22,6                   | 29,1                   |
| Середня температура, °C | 17,8                   | 19,3                   | 22,6                   | 25,6                   | 26,4                   | 27,7                   | 27,4                   | 26,6                   | 25,1                   | 23,8                   | 21                     | 18,1                   | 25,4                   |
| Середній мінімум, °C    | 14                     | 15,4                   | 18,4                   | 21,3                   | 22,9                   | 24                     | 23,8                   | 23,3                   | 22,3                   | 20,6                   | 17,8                   | 15,3                   | 19,9                   |
| Норма опадів, мм        | 14.9                   | 18.3                   | 41.6                   | 129.1                  | 262.4                  | 197.8                  | 228.2                  | 322                    | 288.2                  | 286.3                  | 83                     | 38.1                   | 1909.9                 |
| Вологість повітря, %    | 85                     | 84                     | 80                     | 80                     | 84                     | 81                     | 82                     | 86                     | 89                     | 87                     | 87                     | 88                     | 84.4                   |
| ----------------------- | ---------------------- | ---------------------- | ---------------------- | ---------------------- | ---------------------- | ---------------------- | ---------------------- | ---------------------- | ---------------------- | ---------------------- | ---------------------- | ---------------------- | ---------------------- |
| Джерело: data.cma.cn    |                        |                        |                        |                        |                        |                        |                        |                        |                        |                        |                        |                        |                        |